# Teairra Marí
Teairra Marí Thomas (Detroit, 2 de dezembro de 1987) é uma cantora, atriz, compositora, dançarina e modelo norte-americana. 

## Biografia
Teairra Marí nasceu em 2 de dezembro de 1987 em Detroit, Michigan, Ela foi incentivada por sua avó, que era back vocal de Aretha Franklin. Ela começou sua carreira aos 15 anos, gravando no porão na casa de sua prima.

## Carreira
Com apenas 17 anos assinou com a Def Jam e lançou seu álbum de estreia auto-intitulado; Teairra Marí, Após o fracasso de vendas Teairra foi demitida da gravadora, no meio da produção de seu segundo álbum Sex on the Radio. Em 2008 ela volta para o meio musical e lanço o single ''Hunt 4 U'' com a participação do rapper Pleasure P. Ao lançar seu segundo álbum Teairra teve problemas por conta de vazamentos de faixas. No mesmo ano lançou seu segundo álbum ''At That Point'', destacado pelas participações de grandes rappers como: Nicki Minaj, Flo Rida, Pleasure P, Soulja Boy,Gucci Mane, Kanye West & Rick Ross.Em 2010, ela atuou no filme Lottery Ticket ao lado de rappers como Bow Wow e Ice Cube.

## Discografia
- Get Away (2003)
- Teairra Marí (2005)
- Sincerely Yours (2010)

## Filmografia
| Filmes        | Filmes                        | Filmes         |
| Ano           | Filme                         | Papel          |
| ------------- | ----------------------------- | -------------- |
| 2009          | The Magnificent Cooly-T       | Sonya          |
| 2010          | Lottery Ticket                | Nikki Swayze   |
| 2012          | Mac & Devin Go to High School | Ms. Huck       |
| 2012          | Holla II                      | Tatianna       |
| 2013          | The Dempsey Sisters           | Sheena Dempsey |
| Séries        |                               |                |
| 2011–2012     | Love & Hip Hop: New York      | Ela Mesma      |
| 2014–presente | Love & Hip Hop: Hollywood     | Ela Mesma      |

## Ligações Externas
- «Sítio oficial»
- Teairra Marí no X
- Teairra Marí. no IMDb.